# Wa-em-huu-ges-iabti
Wa-em-huu-ges-iabti (auch Östlicher Harpunengau genannt) war der Name des 8. unterägyptischen Gaues. Der Gau umfasste das Gebiet des Wadi Tumilat und wird in der Gauliste des Sesostris-Kiosks mit einer Länge von circa 50,5 Kilometern angegeben.
Die älteste Erwähnung findet sich bei Pepi II. mit der Bezeichnung „Harpune mit Strick, Ostteil“. Seit Pije und Assurbanipal ist der Gau in die beiden Teilgaue Per-Sopdu und Per-gereru („Froschhaus“) unterteilt, wobei Per-Sopdu zum 20. unterägyptischen Gau zugerechnet wurde. Per-gereru im Osten war mit dem griechischen Phagroriopolites oder ptolemäisch Arsinoites identisch. Plinius der Ältere nannte ihn Heroopolites nach der alten Gauhauptstadt Heroonpolis, die mit Pithom gleichzusetzen ist.